# Stedenbouwsimulatiespel

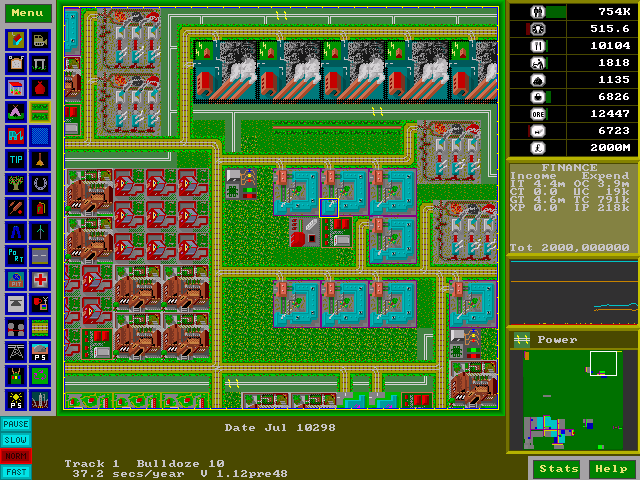
Screenshot van het stedenbouwsimulatiespel Lincity

Een stedenbouwsimulatiespel (Engels: city-building game) is een computerspelgenre binnen de simulatiespellen. In stedenbouwsimulators is de speler verantwoordelijk voor het bestuur en de groei van de stad. Spelers kiezen welke en waar gebouwen gebouwd worden en maken economische keuzes zoals de hoogte van de belasting.
Stedenbouwsimulaties behoren niet enkel bij simulatiespellen, maar zijn dikwijls ook onder te verdelen bij strategiespellen. Dit komt omdat de speler vaak strategisch te werk moet gaan bij het managen en onderhouden van de stad.

## Voorbeelden
- Anno-serie
- Cities: Skylines
- Cities XL
- City Building Series
- Lincity
- Megapolis
- SimCity-serie
- Tropico-serie